# Synallaxis cinnamomea
Synallaxis cinnamomea là một loài chim trong họ Furnariidae.